# تارفيزيو
تارفيزيو (بالإيطالية: Tarvisio)‏ أو تارفيس (بالألمانية:  Tarvis) هي مدينة في مقاطعة أوديني في الجزء الشمالي الشرقي من إقليم الحكم الذاتي فريولي فينيتسيا جوليا في إيطاليا. تقع في فال كانالي في جبال الألب الجيرية الجنوبية على الحدود مع كل من النمسا وسلوفينيا و تتميز بموقعها في نقطة الالتقاء الثلاثية لكل من أوروبا اللاتينية والجرمانية والسلافية.

## المناخ
يظهر الجدول التالي التغييرات المناخية على مدار السنة لتارفيزيو:
| البيانات المناخية لـتارفيزيو                                            | البيانات المناخية لـتارفيزيو | البيانات المناخية لـتارفيزيو | البيانات المناخية لـتارفيزيو | البيانات المناخية لـتارفيزيو | البيانات المناخية لـتارفيزيو | البيانات المناخية لـتارفيزيو | البيانات المناخية لـتارفيزيو | البيانات المناخية لـتارفيزيو | البيانات المناخية لـتارفيزيو | البيانات المناخية لـتارفيزيو | البيانات المناخية لـتارفيزيو | البيانات المناخية لـتارفيزيو | البيانات المناخية لـتارفيزيو |
| الشهر                                                                   | يناير                        | فبراير                       | مارس                         | أبريل                        | مايو                         | يونيو                        | يوليو                        | أغسطس                        | سبتمبر                       | أكتوبر                       | نوفمبر                       | ديسمبر                       | المعدل السنوي                |
| ----------------------------------------------------------------------- | ---------------------------- | ---------------------------- | ---------------------------- | ---------------------------- | ---------------------------- | ---------------------------- | ---------------------------- | ---------------------------- | ---------------------------- | ---------------------------- | ---------------------------- | ---------------------------- | ---------------------------- |
| الدرجة القصوى °م (°ف)                                                   | 13.6 (56.5)                  | 18.4 (65.1)                  | 22.7 (72.9)                  | 25.8 (78.4)                  | 30.2 (86.4)                  | 31.6 (88.9)                  | 37.2 (99.0)                  | 35.2 (95.4)                  | 29.8 (85.6)                  | 25.2 (77.4)                  | 21.0 (69.8)                  | 14.4 (57.9)                  | 37.2 (99.0)                  |
| متوسط درجة الحرارة الكبرى °م (°ف)                                       | 2.1 (35.8)                   | 4.5 (40.1)                   | 8.6 (47.5)                   | 12.3 (54.1)                  | 17.7 (63.9)                  | 21.1 (70.0)                  | 23.9 (75.0)                  | 23.7 (74.7)                  | 19.7 (67.5)                  | 13.7 (56.7)                  | 6.6 (43.9)                   | 2.6 (36.7)                   | 13.0 (55.4)                  |
| المتوسط اليومي °م (°ف)                                                  | −1.7 (28.9)                  | 0.0 (32.0)                   | 3.6 (38.5)                   | 7.1 (44.8)                   | 12.0 (53.6)                  | 15.3 (59.5)                  | 17.7 (63.9)                  | 17.6 (63.7)                  | 13.9 (57.0)                  | 8.8 (47.8)                   | 2.8 (37.0)                   | −0.8 (30.6)                  | 8.0 (46.4)                   |
| متوسط درجة الحرارة الصغرى °م (°ف)                                       | −5.5 (22.1)                  | −4.6 (23.7)                  | −1.3 (29.7)                  | 1.8 (35.2)                   | 6.4 (43.5)                   | 9.5 (49.1)                   | 11.5 (52.7)                  | 11.5 (52.7)                  | 8.2 (46.8)                   | 4.0 (39.2)                   | −0.9 (30.4)                  | −4.3 (24.3)                  | 3.0 (37.4)                   |
| أدنى درجة حرارة °م (°ف)                                                 | −23.2 (−9.8)                 | −22.4 (−8.3)                 | −20.5 (−4.9)                 | −10.8 (12.6)                 | −6.2 (20.8)                  | −1.2 (29.8)                  | 2.4 (36.3)                   | 1.8 (35.2)                   | −2.6 (27.3)                  | −7.1 (19.2)                  | −15.4 (4.3)                  | −18.9 (−2.0)                 | −23.2 (−9.8)                 |
| الهطول مم (إنش)                                                         | 69.1 (2.72)                  | 66.7 (2.63)                  | 93.3 (3.67)                  | 132.9 (5.23)                 | 123.7 (4.87)                 | 154.3 (6.07)                 | 141.2 (5.56)                 | 119.4 (4.70)                 | 140.0 (5.51)                 | 153.8 (6.06)                 | 131.1 (5.16)                 | 91.5 (3.60)                  | 1٬417 (55.79)                |
| متوسط أيام هطول الأمطار (≥ 1.0 mm)                                      | 6.4                          | 6.1                          | 7.9                          | 9.9                          | 12.7                         | 12.9                         | 11.7                         | 10.0                         | 8.6                          | 8.8                          | 8.0                          | 7.0                          | 110.0                        |
| متوسط الرطوبة النسبية (%)                                               | 81                           | 76                           | 74                           | 73                           | 74                           | 74                           | 71                           | 74                           | 76                           | 79                           | 82                           | 83                           | 76                           |
| المصدر #1: Servizio Meteorologico                                       |                              |                              |                              |                              |                              |                              |                              |                              |                              |                              |                              |                              |                              |
| المصدر #2: الإدارة الوطنية للمحيطات والغلاف الجوي (humidity, 1961–1990) |                              |                              |                              |                              |                              |                              |                              |                              |                              |                              |                              |                              |                              |

## السكان
في سنة 1871 بلغ عدد السكان  نسمة، وتطور العدد ليصل في سنة 2011 لـ 4٬577 نسمة.
يظهر هذا المخطط البياني تطور النمو السكاني لـ تارفيزيو